# Accelerador de l'accés a les eines contra la COVID‑19
L'accelerador de l'accés a les eines contra la COVID‑19 (en anglès: Access to COVID-19 Tools Accelerator o ACT-Accelerator), o la col·laboració mundial per a accelerar el desenvolupament, la producció i l'accés equitatiu als nous diagnòstics, teràpies i vacunes de COVID-19, és una iniciativa del G20 anunciada pel president en funcions Mohammed al-Jadaan el 24 d'abril de 2020.
L'OMS va publicar simultàniament una crida a l'acció el 24 d'abril.
El 10 de setembre, l'ONU i la Unió Europea van acollir la reunió inaugural del Consell de l'ACC-Accelerator, que havia rebut 2.700 milions de dòlars dels 35.000 milions de dòlars necessaris per assegurar els dos milions de dosis de vacuna contra la COVID-19, 245 milions de tractaments i 500 milions de proves que la iniciativa va considerar necessàries per escurçar la pandèmia i accelerar la recuperació econòmica mundial. Sir Andrew Witty i la doctora Ngozi Okonjo-Iweala han acceptat actuar com a enviats especials a l'ACC Accelerator de l'OMS. Durant l'administració Trump, els Estats Units van retirar el seu suport financer a l'OMS i no van donar suport a l'ACC Accelerator.
L'ACC Accelerator és una estructura de suport transversal que permet als socis compartir recursos i coneixements. Consta de quatre pilars, gestionats cadascun per dos o tres socis col·laboradors:
- Vacunes (també anomenades "COVAX")[7]
- Diagnòstic
- Terapèutica
- Connector de sistemes de salut

Al desembre de 2020, els països rics havien preordenat més de 10 mil milions de vacunes contra la COVID-19 encara en desenvolupament. Els fabricants de les tres vacunes més avançades en la distribució mundial (Pfizer, Moderna i AstraZeneca) van predir una capacitat de fabricació de 5.300 milions de dosis el 2021, que es podria utilitzar per vacunar uns 3.000 milions de persones (ja que les vacunes requereixen dues dosis per a un efecte protector contra COVID-19). A causa de l'elevada demanda de comandes de països rics per al 2021, és possible que les persones dels països en desenvolupament de baixos ingressos no rebin vacunes d'aquests fabricants fins al 2023 o el 2024, cosa que augmenta l'ús de la iniciativa COVAX per subministrar vacunes de manera equitativa. Subratllant la necessitat d'una àmplia distribució de vacunes segures i efectives contra la COVID-19, especialment entre els països en vies de desenvolupament, GAVI utilitza l'eslògan: "Ningú no estarà segur fins que tothom estigui segur".